# 4-Bromometcatinona
4-Bromometcatinona (4-BMC; também conhecida como brefedrona) é uma droga psicoativa e composto experimental de pesquisa que pertence às classes químicas das fenetilaminas, catinonas e anfetaminas substituídas. Ela atua como um iInibidor de recaptação de serotonina e noradrenalina, mas seu mecanismo de ação está mais próximo aos dos antidepressivos que ao de estimulantes. Ainda não há confirmação se as catinonas 4-halogenadas também provocam neurotoxicidade serotoninérgica como anfetaminas relacionadas.

## Legalidade
Em outubro de 2015, o 4-BMC se tornou uma substância controlada na China. Nos Estados Unidos, 4-Bromometcatinona está classificada dentro do Anexo 1 na Virgínia.